# Pentèlic
El mont Pentèlic és una cadena muntanyosa del nord de l'Àtica, a Grècia, que s'estén des del mont Parnes fins a la costa oriental. És coneguda per ser el lloc d'on s'obtenia el famós marbre pentèlic amb el que es van fer nombrosos monuments grecs, entre ells l'Acròpolis d'Atenes.